# Dana Broccoli
Dana Broccoli, född 3 januari 1922 i New York, död 29 februari 2004 i Los Angeles, var en amerikansk skådespelare. 
Hon var först var gift med Lewis Wilson och senare med filmproducenten Albert R. Broccoli. Hon var mor till Michael G. Wilson och Barbara Broccoli.
Broccoli inledde sin skådespelarkarriär inom teatern och uppträdde i filmerna En gång brottsling (1950) och Bowanga Bowanga (1951). Hon rekommenderade Sean Connery för rollen som James Bond åt sin man som producerade Bond-filmerna.